# Campionati europei di atletica leggera 1978 - Salto in lungo femminile
La gara del salto in lungo femminile si tenne il 29 e 30 agosto 1978

## Risultati

### Qualificazioni
| Pos | Nome               | Nazione          | Misura | Note      |
| --- | ------------------ | ---------------- | ------ | --------- |
| 1   | Vilma Bardauskienė | Unione Sovietica | 7.09   | CR, WR, Q |
| 2   | Brigitte Wujak     | Germania Est     | 6.65   | Q         |
| 3   | Gina Panait        | Romania          | 6.61   | Q         |
| 4   | Jacky Curtet       | Francia          | 6.54   | Q         |
| 5   | Jarmila Nygrýnová  | Cecoslovacchia   | 6.48   | Q         |
| 6   | Sue Reeve          | Regno Unito      | 6.47   | Q         |
| 7   | Karin Antretter    | Germania Ovest   | 6.46   | Q         |
| 8   | Angela Voigt       | Germania Est     | 6.44   | Q         |
| 9   | Heidemarie Wycisk  | Germania Est     | 6.40   | Q         |
| 10  | Lidiya Gusheva     | Bulgaria         | 6.40   | Q         |
| 11  | Maroula Lambrou    | Grecia           | 6.31   | Q         |
| 12  | Doina Anton        | Romania          | 6.31   | Q         |
| 13  | Lidiya Alfeyeva    | Unione Sovietica | 6.29   |           |
| 14  | Margit Papp        | Ungheria         | 6.28   |           |
| 15  | Teresa Marciniak   | Polonia          | 6.26   |           |
| 16  | Susan Hearnshaw    | Regno Unito      | 6.25   |           |
| 17  | Sandra Vlad        | Romania          | 6.19   |           |
| 18  | Isabella Keller    | Svizzera         | 6.15   |           |
| 19  | Sylvia Barlag      | Paesi Bassi      | 6.12   |           |
| 20  | Anke Weigt         | Germania Ovest   | 6.08   |           |
| 21  | Dorthe Rasmussen   | Danimarca        | 5.85   |           |
| NCL | Eva Šuranová       | Cecoslovacchia   | NM     |           |

### Finale
| Pos | Nome               | Nazione          | Misura | Note |
| --- | ------------------ | ---------------- | ------ | ---- |
| 1   | Vilma Bardauskienė | Unione Sovietica | 6.88   |      |
| 2   | Angela Voigt       | Germania Est     | 6.79   |      |
| 3   | Jarmila Nygrýnová  | Cecoslovacchia   | 6.69   |      |
| 4   | Brigitte Wujak     | Germania Est     | 6.60   |      |
| 5   | Gina Panait        | Romania          | 6.52   |      |
| 6   | Sue Reeve          | Regno Unito      | 6.48   |      |
| 7   | Karin Antretter    | Germania Ovest   | 6.48   |      |
| 8   | Heidemarie Wycisk  | Germania Est     | 6.44   |      |
| 9   | Jacky Curtet       | Francia          | 6.24   |      |
| 10  | Doina Anton        | Romania          | 6.22   |      |
| 11  | Lidiya Gusheva     | Bulgaria         | 6.20   |      |
| 12  | Maroula Lambrou    | Grecia           | 6.12   |      |